# 歌謡曲ヒット情報
歌謡曲ヒット情報（かようきょくヒットじょうほう）は、1969年10月6日から2010年4月2日までRKBラジオで放送されていた、午後の音楽生ワイド番組である。放送開始以来40年6ヶ月続いた長寿番組であった。

## 放送時間

### 番組終了までの放送時間
- 月曜～金曜日：13:00～16:30(JST)（2009年（平成21年）4月6日～2010年（平成22年）4月2日）

### 過去の放送時間
- 1969年（昭和44年）10月〜？ 15:30〜16:00
- ？〜1972年（昭和47年） 15:30〜17:00
- 1972年（昭和47年）10月〜1980年（昭和55年）9月 15:05〜17:00
- 1980年（昭和55年）10月～1986年（昭和61年）9月 14:30～17:00

この間不明
- ～2003年（平成15年）3月 13:05～16:50（13:00～や、～17:00のときもあり）
- 2003年（平成15年）4月～2004年（平成16年）3月 14:00～16:50
- 2004年（平成16年）4月～2006年（平成18年）9月29日 13:00～15:00
- 2006年（平成18年）10月～2009年（平成21年）4月3日　13:00～16:00

## パーソナリティ

### 番組終了時点
- 仲谷一志（月曜～金曜日担当 1990年4月～2003年3月、2004年4月～　通称：トシ坊）
  - 2003年4月～2004年3月は直前の番組「仲谷一志アワー サプリメントスタジオ」を担当。
- あべやすみ（水・木・金曜日担当 1995年4月～　通称：あべちゃん）
- 西田たかのり（月曜・火曜日担当 2001年4月～　通称：ニシやん）
- 櫻井浩二（月曜日担当、1996年10月～2004年4月・2010年1月～）
- 石田一洋（火曜日担当 2009年10月～　通称：イッシー）
- 田中友英（水曜日担当 2002年10月～2003年3月、2009年10月～　通称：ともさん）
- 宮脇憲一（木曜日・金曜日担当 2008年10月～　通称：ケンチャン）

### 過去
- 杉山明男（1969年10月6日～1972年3月）
- 中村基樹（1969年10月6日～1976年9月、1978年10月～1984年9月）
- 渡辺篤（1969年10月6日～1976年9月）
- 山下忠道（1972年4月～1987年3月、2000年10月～2001年9月）
- 石上正憲（1976年10月～1996年8月、2007年4月～2008年9月）
- 中西一清（1976年10月～1978年9月）
- 四家秀治（1984年10月～1987年3月）
- 小泉大（1987年4月～1996年4月）
- 坂口卓司（1987年4月～1990年3月、1994年4月～1996年8月）
- 服部義夫（1990年4月～1991年3月、1996年10月～2007年3月）
- 龍山康朗（1991年3月10日～1994年3月、1995年4月～2000年9月）
- 植草朋樹（1996年10月～2002年3月）
- 茅野正昌（1997年10月～1998年9月）
- 村上健太（1998年4月～1998年9月）
- 田畑竜介（1999年10月～2001年3月）
- 田尻敏明（2002年4月～2002年9月）
- 遠井道則（2002年10月～2002年12月）
- 加藤淳也（2003年1月～2004年3月）
- ヒーマン（2003年4月～2004年3月）
- 英太郎（2006年10月～2007年3月）
- 島田誠（2007年4月～2009年12月）

## 補足
- オープニングはパーソナリティによる番組のタイトルコールの後にいしだあゆみの曲「今日からあなたと」のイントロ（インスト版）に合わせて、「RKBラジオをお聞きの皆さんこんにちは、ご機嫌いかがでしょうか。月曜日から金曜日までの毎日この時間、日ごとに目まぐるしく移り変わるヒット曲を追って、豊富なデータを元にお届けする…」と言うオープニングナレーションの後、「1時間と174分の間」、もしくは「1時間と7140秒の間」と、時間と秒また分で放送時間が説明される事が恒例となっている。
- 放送時間が2時間以上でも「1時間と○分」とアナウンスされるが、番組開始当時の放送時間「1時間と30分」の言い回しをそのまま踏襲しているためである。
- パーソナリティは通称・冗談マフィアと呼ばれている（ジミー・カーター・第39代アメリカ大統領の側近の呼称であった「ジョージア・マフィア」をもじったもので、山下・中西・石上の時期から使用されるようになった）。
- 放送開始以来、番組パーソナリティはすべて男性のみである。地方タレントが担当することもあるが、RKBの男子アナウンサーは新人時代に担当することが多いため、「RKB男子アナはこの番組によって鍛えられる」とまで言われている。
- 土曜日の『あべちゃんトシ坊!こりない二人』を担当しているあべやすみ、仲谷一志コンビはこの番組がきっかけで誕生した。
- 基本的に男性パーソナリティによるスタジオ内のトークと音楽で構成されるが、MIYUKIが担当する「あっぱれMIYUKIストリート」や川添麻美が担当する「マミーゴ先生のトレンド教室」のように女性がコーナー担当として出演することがある。以前にも一時期、レポーターの長谷川友子が「それ行けご存知友子が通る」という帯の中継コーナーを担当していた。
- この番組は野球のシーズンオフに仕事が少なくなるスポーツアナウンサーの失業対策の為につくられた。
- 祝日は当番組枠を含む7:00 - 18:00枠が「RKBラジオ ホリデースペシャル」に変わる為、当番組は休止となる（但し内含されているJRNテープネット番組はホークスデーゲーム中継がある場合以外通常通りの時間帯で放送。ホークスデーゲーム中継がある場合は当該帯のテープネット番組が一部別時間帯に移動する事がある）。
- 2010年4月2日の放送をもって、40年6ヶ月続いた番組の歴史に幕を閉じた。同年4月5日からの後継番組は、「歌謡曲ヒット情報」のコンセプトを継承しつつ、芸能・エンターテインメント情報も充実した内容の『エンタメバラエティ THE☆ヒット情報』としてリニューアルスタートする。
- 2019年6月19日・20日の2日間、RKBエキサイトホークスの代替番組（福岡ソフトバンクは両日ともJRNが放送権を持たない東京ヤクルト主催試合を戦っていたため）として2日限りの復活。放送時間は両日とも17:48 - 21:00。パーソナリティーは19日放送分が田中友英・田畑竜介・佐藤巧、20日放送分が田中友英・井口謙・服部義夫[1]。

## コーナー

### 番組全体としてのコーナー
- ラウンドトリップ ベスト10!（月曜日）・・・現在のベスト10の曲と過去のベスト10の曲を交互に紹介。
- テーマリクエスト特集（火曜日）・・・あるリスナー層にリクエストを募集する。応募したリクエスト曲がかからなかった場合は、金曜日のオールリクエスト特集へ持ち越しとなる。
- ヒット情報40周年特別企画　まるごとリクエスト!（水曜日）
- スポットライトオンエアー!（木曜日）・・・その時期に合った曲や歌手の誕生日記念などをテーマに、曲を流す。
- オールリクエスト特集（金曜日）・・・テーマリクエスト特集でかからなかったリクエスト曲と新たに応募したリクエスト曲を流す。

### 番組終了時点でのコーナー
- KITACヒット情報談話室（13:15頃～）・・・週刊誌の投稿ページなどを取り上げ、トークをするコーナー。
- ドライバーズリクエスト（13:30頃～）（TBSラジオ制作）
- ヒット人物伝（14:10頃～）・・・今話題の芸能人・人物を取り上げ、トークをするコーナー。本人が電話出演することもある
- ジャパネットたかたラジオショッピング
- あなたに挑戦!メモリークイズ5分の2（14:25頃～）・・・日替わりで流す曲に関する問題を出題をするコーナー。各日1問、計5問の出題のうち2問以上の正解を記入することでプレゼント当選の権利が発生する。稀にホリデースペシャルなどで一週間の放送が4回ないし3回になっても、2問以上の正解を記入する必要があった。
- 日本列島ほっと通信（14:30頃～）（TBSラジオ制作）
- ねぇ!あんた、なあ、おまえ（14:40頃～）・・・リスナーによる夫婦のおのろけ話などを紹介するコーナー。コーナー名を言うときに「ねぇ!あんた」の部分はオカマ口調になるのがお約束となっている。また、その日に紹介する内容によっては、コーナー名を言うときの言い方が変わることがある。
- ゲストコーナー（14:50頃～）（不定期）・・・ゲスト歌手とトークをし、その後にそのゲスト歌手の新曲を紹介するコーナー。ゲスト登場時にパーソナリティが声をそろえて「いらっしゃいませー」と言うのが恒例。
- 私は言いタ～イム（15:05頃～）・・・パーソナリティが言いたいことを話すコーナー。
  - 月曜日：武田早絵のナンデダロー
  - 火曜日：マミーゴ先生（川添麻美）のトレンド教室
  - 水曜日：田中友英のフリートーク
  - 木曜日：明光院昌子の女が読んだ男の噂
  - 金曜日：麻倉ももこの桃色芸能界
- ヒット街角レポート（15:20頃～）
  - 水曜日：オフィスにおみやげ博多ぽてと・・・竹下明子がエリア内の会社を訪れ、インタビューをする。また、このときは「博多ぽてと」を会社にプレゼントする仕組みになっている。
  - 金曜日（第1・3）：ステーション　ストーリー・・・竹下明子が「マイング博多駅名店街」と「博多駅地下街」のお店を紹介する
- 小沢昭一の小沢昭一的こころ（15:31～）（TBSラジオ制作）
- RKBラジオショッピング（15:40頃～）
- ドライバー応援キャンペーン（16:05頃～）

### 過去に放送していたコーナー
- 男が読んだ女のうわさ、男マガジン・ホット情報（どちらも雑誌の注目記事を紹介するコーナー）
- アッと通信
- 今週のベスト30（月曜日）（～2007年3月、1990年代中ごろまではベスト20）・・・現在の曲を30位から紹介。
- タイムスリップベスト30（水曜日）（～2007年3月、1990年代中ごろまではベスト20）・・・過去のある年の曲を30位から紹介。1997年ごろまでは、毎週10年前のチャートを発表していた。
- わが町 ベスト20!（水曜日）（～2009年9月）・・・エリア内外にあるCDショップの売り上げベスト20を紹介。また、過去にJRN系列局（琉球放送、東北放送、TBSラジオ）のベスト20を紹介することがあった。
- オノロケ・モモの木・サンショの木
- お先にオピニオン・・・次番組「門馬良 デイリーファイル（～2009年3月）」の1コーナー、「Opinion File」のテーマを発表するコーナー。
- ちょいモテ・・・最新のニュースからアフター5にちょっとだけモテる情報を紹介するコーナー

## リンク
- 歌謡曲ヒット情報

| RKBラジオ 平日午後のワイド番組 | RKBラジオ 平日午後のワイド番組                  | RKBラジオ 平日午後のワイド番組    |
| 前番組                         | 番組名                                          | 次番組                            |
| ------------------------------ | ----------------------------------------------- | --------------------------------- |
| -                              | 歌謡曲ヒット情報 (1969年10月6日 - 2010年4月2日) | エンタメバラエティ THE☆ヒット情報 |